# Tschachtlan (Notabelnfamilie)

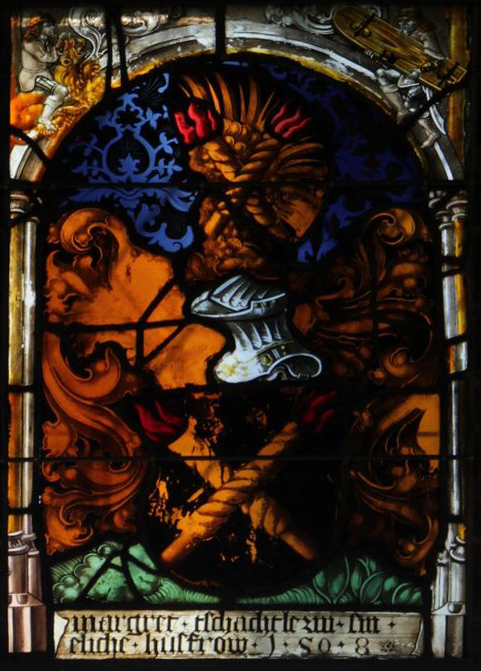
Wappenscheibe der Margret Tschachtlan (1508) in der Kirche Kirchberg.

Die Familie Tschachtlan war eine Berner Notabelnfamilie des Spätmittelalters.
Die Tschachtlan dürften aus dem Simmental stammen, wo der Kastellan als Tschachtlan (vgl. frz. Châtelain) bezeichnet wird. Peter Tschachtlan ist 1374 Weibel in Frutigen, ein Hensli Schachtlan ist 1414 in Spiezwiler belegt. In Bern ist 1371 als erster Namensträger Jenni Schachtlan aus Burgistein nachzuweisen. Die Tschachtlan waren u. a. verwandtschaftlich mit den Berner Notabelngeschlechter von Kiental und Reber verbunden. Niklaus Tschachtlan († um 1412), um 1400 Mitglied des Kleinen Rats, war ein Onkel der begüterten Ita Reber, Witwe des Johann Reber. Ita Reber war eine Tochter des bernischen Stadtschreibers Johann von Kiental und Schwester der Elsbeth von Kiental. Bendicht Tschachtlan ehelichte 1452 die Witwe des Venners Johann von Kiental.
Die Tschachtlan besassen in der Brügglerkapelle des Berner Münsters ein Familiengestühl.
Ein Zusammenhang der Tschachtlan mit den aus Freiburg und Murten stammenden, in Kerzers noch blühenden Tschachtli (Tschachti, Tschatis) konnte bisher nicht nachgewiesen werden.

## Personen
- Peter Tschachtlan, Weibel in Frutigen 1374.
- Niklaus Tschachtlan († um 1412), Meister des Seilerinspitals, des Kleinen Rats.[7]
- Heinrich Tschachtlan, Landvogt zu Aarberg, des Kleinen Rats.[8]
- Bendicht Tschachtlan († 1493), Chronist, des Kleinen Rats, Venner zu Metzgern.